# Bai Jingting
Bai Jingting (chino: 白敬亭) , nacido el 15 de octubre de 1993) es un actor, cantante y empresario chino. Es conocido por sus papeles en las series The First Frost, Always On The Move, Destined, New Life Begins, Reset, You Are My Hero, por el programa de variedades Who's the Murderer y por la película Yesterday Once More . En 2019, Forbes China incluyó a Bai en la categoría "30 menores de 30 de Asia" por sus contribuciones en el ámbito profesional. Su escultura de cera fue develada en el Museo Madame Tussauds de Pekín, China . En febrero de 2025, establece el récord de convertirse en el primer y único artista en lograr el índice de popularidad de las 3 plataformas Tencent, iQIYI y Youku, y sus cuatro dramas logran este parámetro.
Bai es el fundador de la tienda de productos y cafetería 'GoodBai' y del estudio de gestión artística 'Bai Jingting Studio'. Aparece regularmente en la lista Forbes China Celebrity 100. Hasta 2025, durante cinco años consecutivos, cada uno de sus dramas fue un gran éxito, con un promedio de 40 millones de vistas por episodio.

## Primeros años y negocios
Bai nació en el distrito de Huairou, Beijing, y es de ascendencia manchú. Su familia era de origen modesto. Completó sus estudios en la escuela secundaria Hongluo Temple y en la escuela secundaria Beijing Huairuo Hongluosi, donde se centró en la música y los deportes, en particular el salto de altura y el baloncesto. Fue campeón de salto de altura en la escuela secundaria. A temprana edad comenzó a aprender algunos instrumentos musicales. Se unió a clases de piano y durante una competencia a nivel nacional obtuvo el certificado de competencia de "Grado 10" en "Evaluación de artistas no profesionales". Participó en la "Competición de Baloncesto Amateur" de China y además aprendió a tocar la guitarra. Se graduó del Conservatorio de Música de la Universidad Normal Capital (CNU), con especialización en “Artes de Grabación”. Durante el año académico, como pasante, se centraría en su carrera como actor.

### Empresas comerciales
Bai siguió un camino de desarrollo independiente, por lo que no aceptó ofertas de agencias de talentos. Decidió montar su propio estudio y afianzarse en la industria del entretenimiento. En 2017, fundó su propia agencia llamada "Beijing Leben Film & Television Culture Media Co. Ltd", especializada en el diseño, producción y distribución de series de televisión y películas.
En 2021, Bai fundó su propia marca de productos 'GoodBai', y se asoció con el diseñador Shangguan Zhe para presentar una línea de ropa bajo su marca, junto con una línea de calzado, 'ZE by Sankuanz'. El 5 de enero de 2022, se registró "Zhe Tinghao (Shanghai) Brand Management Co. Ltd", cuyo nombre en inglés es 'GoodBai'. En Shanghái, abrió su primer café llamado 'GoodBai Café', aprovechando el impulso de su exitosa marca de productos en la misma zona.
En 2022, la marca de ropa de Bai, "Goodbai", debutó en la lista de las "10 marcas de moda más atractivas para el consumidor chino". En 2023, la marca organizó tiendas pop-up en París y Singapur, durante los eventos promocionales de intercambio de moda. En septiembre de 2023, la marca colaboró con Crocs, una empresa de calzado estadounidense, para lanzar una edición exclusiva de los zapatos "Classic Clog". En 2024, se asoció con la herencia de Levi's para producir colecciones personalizadas y popularizar el producto a través del marketing experiencial.

## Carrera

### 2014-2020: Comienzos
En 2014, Bai asistió a la Academia de Cine de Beijing para mejorar sus habilidades de actuación. Después de graduarse recibió papeles menores en varias series. Hizo su debut en la serie Back in Time, una adaptación de la novela de Jiu Yehui . En 2015, ganó reconocimiento por su actuación como "Yu Chuyuan" en The Whirlwind Girl una serie de artes marciales basada en la novela de Ming Xiaoxi.
En 2016, Bai debutó en la película romántica Yesterday Once More, que superó los ¥100 millones en tres días desde su estreno. Ganó popularidad a través del programa de variedades Who's the Murderer. En 2017, protagonizó el drama juvenil Rush to the Dead Summer, donde su interpretación de "Lu Zhiang" obtuvo una recepción positiva, y en el drama histórico The Rise of Phoenixes, que fue bien recibido.
En 2020, Bai debutó como protagonista en el drama romántico Irreplaceable Love .  Su gran oportunidad la obtuvo cuando interpretó a un joven pasante corporativo en la nueva versión china, aclamada por la crítica, de la serie surcoreana Misaeng, titulada Ordinary Glory . Su serie Target Person consiguió con éxito 8,7 puntos en Douban y 9,3 en Zhihu . 

### 2021 en adelante: popularidad creciente
En 2021, Bai protagonizó el drama deportivo Ping Pong como jugador de tenis de mesa. Su popularidad aumentó cuando interpretó a SWAT "Xing Kelei" en el drama romántico médico militar You Are My Hero, que ocupó el primer lugar y obtuvo más de 750 millones de visitas en Tencent .
En 2022, Bai protagonizó Reset como "Xiao Heyun", quien está atrapado en un bucle temporal. Superó los 1.800 millones de visualizaciones en Tencent Video en una semana, alcanzó un índice de popularidad de 30.000 y obtuvo el primer puesto en la "Lista de índice de personajes". Protagonizó las series históricas New Life Begins y Destined, ambas tuvieron éxito internacional y se convirtieron en el drama en iQIYI en alcanzar más rápido el índice de popularidad de 10,000. En 2024, su drama de época Always On The Move, donde interpreta a un oficial de policía ferroviario, rompió el récord del drama más visto en horario de máxima audiencia, logró un 4% de índices de audiencia de CVB, que es el más alto en la historia de CCTV-8 . Obtuvo reconocimiento en el programa de variedades Natural High, donde ganó muchos premios.
En 2025, Bai protagonizó The First Frost como "Sang Yan" , una adaptación de la novela romántica de Zhu Yi, que durante su lanzamiento ocupó el sexto lugar en Netflix a nivel mundial. Estableció un récord al alcanzar el índice de popularidad de 10 000 en 2 días, superó los 1600 millones de visitas en un mes en Youku y le valió el título de "Mejor artista en el mercado global".

## Carrera musical
Bai sung OST para su serie durante los primeros años de su carrera. En diciembre de 2017, participó en el concierto de Nochevieja de Hunan Television e interpretó una versión para piano de "Light Chaser", que originalmente cantó Yoyo Sham . En mayo de 2021, lanzó su primer sencillo en solitario No Added Sugar: Zero en Happy Camp y NetEase Cloud Music, para el cual escribió la letra. Participó en la 4.ª gala de la Televisión Central de China, donde cantó "Saludo Militar". En 2022, presentó una versión para piano del Canon de Pachelbel, el principal motivo musical de la serie Reset, para conmemorar su conclusión.
En noviembre de 2023, durante la Noche Dorada de Roc en Shenzhen, Bai interpretó sus canciones "Moon Landing" y "Don't Go". En 2024, fue el artista estrella durante la Gala del Festival de Primavera del Dragón de China Media Group. En 2025, cantó "The Invisible Man" de la banda sonora de The First Frost, originalmente del álbum de 2005 de Stefanie Sun, A Perfect Day; se ubicó entre las '10 mejores canciones' en las plataformas de transmisión. En el final de la serie, interpretó una versión para piano de la canción "Willful", originalmente compuesta por Mayday, una banda taiwanesa . El 20 de abril de 2025, se unió a Mayday como invitado especial, interpretando dos duetos con Ashin durante su concierto de celebración del 25º aniversario en el Centro Olímpico de Tianjin . Esta actuación alcanzó el hito de YouTube de 10 millones de visitas una semana después de su lanzamiento en B'in Music.

## Embajadas
Bai es el rostro de muchas marcas nacionales e internacionales. Es nombrado embajador global de marca para Fragrance Versace, Montblanc Eyewear, Louis Vuitton, Cartier, Tom Ford Fragrance, Farfetch, Crocs, Red Bull, Sulwhasoo , HUALUXE Hotels & Resorts, Nescafé, L'Oréal, KFC, OPPO, Junlebao, Vatti y RedBMX, China. En 2021, se convirtió en portavoz de L'Occitane en China y presentó productos de cuidado de la piel en su primera campaña con la marca francesa para la región Asia Pacífico .
En 2023, Bai se convirtió en el primer portavoz chino de Gentle Monster, una marca de gafas líder de Corea del Sur, y de Converse, una empresa de estilo de vida estadounidense. Presentó la colección de gafas premium de Montblanc, que representa la filosofía del diseño y la sofisticación moderna, durante el evento 'Otoño/Invierno 2023'. Además, asistió al desfile SS22 Shanghai Spin-Off de Louis Vuitton como celebridad asiática en París . En diciembre de 2024, fue anunciado como embajador de la marca Salomon Group, una marca deportiva francesa. En 2025, como embajador de la marca, asistió a la 'Gala Cartier Nature Sauvage' celebrada en la Galería Nacional de Singapur .
Bai inicialmente ganó atención como modelo antes de pasar a la actuación. Participó en concursos de modelos y obtuvo reconocimiento por sus habilidades. Es una figura eminente en el mundo de la moda y aparece regularmente en Vogue, GQ, Harper's Bazaar, Elle, L'Officiel Hommes, Esquire, Dazed, Marie Claire, Lion, Cosmopolitan, Uno China, New York Times, Condé Nast Traveler, Men's Folio, Arena, NeufMode, Style, WSJ, T Magazine y otras revistas internacionales de élite.

## Filantropía e imagen mediática
Bai es conocido por sus esfuerzos filantrópicos, apoyando diversas causas benéficas relacionadas con la educación y el alivio de la pobreza . Concientizó sobre la importancia de los niños autistas apoyando a la Fundación Infantil de China y al Centro de Capacitación en Rehabilitación Auditiva y del Lenguaje Tianyun en Tongzhou, Beijing ; donó ¥ 2 millones a la Fundación de Ayuda de China, proporcionando suministros a las áreas afectadas por las fuertes lluvias en el noreste de China y contribuyendo a los esfuerzos de ayuda para el terremoto de Jishishan de 2023 en Gansu. En enero de 2025, Bai donó ¥ 1 millón para ayudar a las personas afectadas por el terremoto del Tíbet de 2025 a través de la Fundación para el Desarrollo Rural de China.
En abril de 2025, Bai tenía más de 4 millones de seguidores en Instagram y más de 36 millones en Weibo . Su éxito dentro de la industria, tanto crítico como comercial, le valió el título de "Dios de los ídolos contemporáneos". En 2025, ocupó el primer lugar en 'Los 10 mejores artistas de C-Drama en los mercados globales', obtuvo la posición más alta en 'Talent International Ranking', ocupó el primer lugar en 'Artista chino más famoso y popular', ocupó el segundo lugar en 'Las 5 mejores celebridades de la generación Z', ocupó el cuarto lugar en 'Los 5 mejores actores en habilidades de actuación', Ocupó el primer lugar en 'Los 5 mejores IP y personas influyentes de la moda de Asia' y el segundo lugar en 'Celebridad más atractiva' por los patrocinios de marca en Douyin . En 2024, ocupó el primer lugar en 'Actor chino más buscado en Douyin ' con 3 mil millones de espectadores. Fue incluido en la lista de los '10 actores más guapos' y los '20 actores chinos más prometedores'. En 2022, ocupó el noveno puesto en el 'Top 10 de actores chinos en ascenso' y el sexto en el 'Top 10 de búsquedas populares de celebridades en Weibo'.

### Litigio
En diciembre de 2024, después de soportar un año de acoso cibernético, Bai presentó una demanda por difamación contra 'Li y Fang Moumou' afirmando que distorsionaron y fabricaron hechos maliciosamente, lo que llevó a creer falsamente que había interferido con una actuación durante la Gala del Festival de Primavera, lo que constituye una violación de sus derechos a la reputación. La Televisión Central de China confirmó que el programa se desarrolló según lo ensayado y que Bai era inocente. En febrero de 2025, el Tribunal de Internet de Beijing falló a favor de Bai, afirmando que los acusados no presentaron pruebas para fundamentar sus acusaciones. Se les ordenó disculparse públicamente y compensar a Bai con ¥ 35.000 por el daño causado.

## Filmografía

### Películas
| Año  | Título                          | Personaje      | Notas                      | Árbitro. |
| ---- | ------------------------------- | -------------- | -------------------------- | -------- |
| 2015 | Amor por la magia               | Jiang Yizhe    | Cortometraje               | [ 96 ]   |
| 2015 | Camino Único                    | lu shu         | Cortometraje               | [ 96 ]   |
| 2016 | Ayer una vez más                | Gao Xiang      | Rol principal              | [ 97 ]   |
| 2019 | La joven China en los titulares | Yang Xiang Guo | Cortometraje               | [ 98 ]   |
| 2021 | Nuestra nueva vida              |                | Camafeo                    | [ 99 ]   |
| TBA  | Mantente real                   | Wang Chang Hai | Comedia de ciencia ficción | [ 100 ]  |

### Series de televisión
| Año  | Título                                                 | Personaje       | Notas      | Árbitro |
| ---- | ------------------------------------------------------ | --------------- | ---------- | ------- |
| 2014 | Back in Time                                           | Qiao Ran        | Principal  | [ 101 ] |
| 2014 | Wonder Lady                                            | Xiao Bai        | Cameo      |         |
| 2015 | The Whirlwind Girl                                     | Yu Chuyuan      | Principal  | [ 102 ] |
| 2017 | Rush to the Dead Summer                                | Lu Zhiang       | Principal  | [ 103 ] |
| 2018 | The Rise of Phoenixes Ep:13 Onwards                    | Gu Nanyi        | Secundario | [ 104 ] |
| 2020 | Ordinary Glory                                         | Sun Yiqiu       | Principal  | [ 105 ] |
| 2020 | Target Person                                          | Hao Ran         | Principal  | [ 106 ] |
| 2020 | Irreplaceable Love                                     | Li Luoshu       | Principal  | [ 107 ] |
| 2021 | Ping Pong                                              | Xu Tan          | Principal  | [ 108 ] |
| 2021 | You Are My Hero                                        | Xing Kelei      | Principal  | [ 109 ] |
| 2021 | Octogenarians And The 90s                              | Guo Sanshuang   | Principal  | [ 110 ] |
| 2021 | New Generation Story 5: Because I Have a Home Ep:33-40 | Zhuang Xiaodong | Principal  | [ 111 ] |
| 2022 | Reset                                                  | Xiao He Yun     | Principal  | [ 112 ] |
| 2022 | New Life Begins                                        | Yin Zheng       | Principal  | [ 113 ] |
| 2023 | Destined                                               | Gu Jiusi        | Principal  | [ 114 ] |
| 2023 | Never Too Late                                         | Zhou Ye Wen     | Principal  | [ 115 ] |
| 2024 | Always On The Move                                     | Wang Xin        | Principal  | [ 116 ] |
| 2025 | The First Frost                                        | Sang Yan        | Principal  | [ 117 ] |
| 2025 | Justifiable Defense                                    | Li Mufeng       | Principal  | [ 118 ] |
| TBA  | Mobius                                                 | Ding Qi         | Principal  | [ 119 ] |

### Trabajos de doblaje
| Año  | Título                       | Canal    | Nota                |
| ---- | ---------------------------- | -------- | ------------------- |
| 2021 | Documental histórico "China" | Mango TV | Episodio 3: Torrent |

### Programas de variedades
| Año  | Título                      | Personaje                                 | Árbitro. |
| ---- | --------------------------- | ----------------------------------------- | -------- |
| 2015 | Survivor Games              | Miembro                                   |          |
| 2016 | Who's the Murderer          | Miembro                                   | [ 120 ]  |
| 2016 | Fighting Man                | Miembro                                   |          |
| 2017 | Who's the Murderer Season:2 | Miembro                                   | [ 121 ]  |
| 2017 | Who's the Murderer Season:3 | Miembro                                   |          |
| 2018 | Twenty-Four Hours Season:3  | Miembro                                   |          |
| 2018 | Who's the Murderer Season:4 | Miembro                                   |          |
| 2019 | Dunk Of China Season:2      | Contestant Amateur Basketball Competition | [ 122 ]  |
| 2019 | Who's the Murderer Season:5 | Miembro                                   | [ 123 ]  |
| 2020 | Who's the Murderer Season:6 | Miembro                                   | [ 124 ]  |
| 2022 | The Oasis                   | Miembro                                   | [ 125 ]  |
| 2023 | Natural High                | Miembro                                   | [ 126 ]  |
| 2024 | Natural High Season:2       | Miembro                                   | [ 127 ]  |

### Participación en otros espectáculos
| Año  | Título                             | Role     | Árbitro. |
| ---- | ---------------------------------- | -------- | -------- |
| 2018 | ¿Quién es el Keyman? EP:7          | Invitado |          |
| 2018 | Campamento feliz                   | Invitado |          |
| 2020 | Ir al refrigerador Season:6 EP:7,8 | Invitado | [ 128 ]  |
| 2021 | Gran escape Season:3 EP:3          | Invitado |          |
| 2022 | ¡Vayamos a luchar! Season:8 EP:5   | Invitado |          |
| 2022 | As contra as Season:7 EP:2         | Invitado | [ 129 ]  |
| 2023 | ¡Vayamos a luchar! Season:9 EP:12  | Invitado |          |
| 2024 | Hola sábado EP:6                   | Invitado | [ 130 ]  |
| 2025 | Hola sábado EP:9                   | Invitado | [ 130 ]  |

## Discografía

### Singles
| Año  | Título                   | Artista      | Árbitro. |
| ---- | ------------------------ | ------------ | -------- |
| 2021 | Sin azúcar añadido: cero | Bai Jingting | [ 131 ]  |
| 2023 | No te vayas              | Bai Jingting | [ 132 ]  |
| 2023 | Alunizaje                | Bai Jingting | [ 132 ]  |

### OST
| Año  | Título                                | Álbum                  | Artista                                     | Árbitro. |
| ---- | ------------------------------------- | ---------------------- | ------------------------------------------- | -------- |
| 2014 | Una hebra                             | De vuelta en el tiempo | Bai Jingting                                | [ 133 ]  |
| 2014 | Un camino                             | De vuelta en el tiempo | with Yang Jue, Du Weihan                    | [ 133 ]  |
| 2016 | Confusión de la juventud              | Ayer una vez más       | with Li Hongyi, Ding Guansen & Zhao Wenlong | [ 134 ]  |
| 2016 | Vamos a luchar Theme Song             | Hombre luchador        | with Jing Boran, Yang Shuo                  | [ 134 ]  |
| 2021 | La gloria del ping pong               | Ping-pong              | with Timmy Xu                               | [ 135 ]  |
| 2021 | Uno a la izquierda y uno a la derecha | Ping-pong              | Bai Jingting                                | [ 135 ]  |
| 2022 | El guerrero solitario (Gu Yong Zhe)   | Arcano                 | Chinese Version Original song by Eason Chan |          |
| 2023 | Desearía ser como el viento           | Destinado              | with Yi Dong                                | [ 136 ]  |
| 2023 | Color verdadero                       | Destinado              | Bai Jingting                                | [ 136 ]  |
| 2025 | El hombre invisible                   | The First Frost        | Bai Jingting                                | [ 137 ]  |

### Interpretación de piano
| Año  | Versión para piano              | Artista           | Nota                                              | Árbitro |
| ---- | ------------------------------- | ----------------- | ------------------------------------------------- | ------- |
| 2018 | Cazador de luz (Zhui Guang Zhe) | Bai Jingting      | Hunan New Year Concert Original singer: Yoyo Sham |         |
| 2022 | El canon de Pachelbel           | Bai Jingting      | Reset Signature Ringtone                          | [ 138 ] |
| 2025 | Deliberado                      | with Zhang Ruonan | Original Band: Mayday                             | [ 139 ] |

### Conciertos en vivo
| Año  | Título                                    | Evento                                | Artista                                 | Árbitro |
| ---- | ----------------------------------------- | ------------------------------------- | --------------------------------------- | ------- |
| 2018 | Chengdu                                   | New Year Concert                      | Bibi Zhou, Jennifer Chan & Bai Jingting |         |
| 2019 | I Love You, China                         | 70th Anniversary: Foundation of China | Various artists & Bai Jingting          |         |
| 2020 | Want To See You (Xiang Jian Ni)           | China TV Drama Awards                 | Tan Songyun and Bai Jingting            | [ 140 ] |
| 2020 | Your Answer (Ni De Da An)                 | Year Of Fighting Event                | Huang Xiaoyun and Bai Jingting          | [ 140 ] |
| 2021 | Military Salute                           | China Central TV Gala                 | Vin Zhang and Bai Jingting              |         |
| 2021 | Goodnight                                 | JD 618 Night Event                    | Xiao Gui and Bai Jingting               |         |
| 2021 | Sparrow                                   | JD 11.11 Night Event                  | Lee Young-ho and Bai Jingting           |         |
| 2022 | The Lone Warrior                          | Summer Graduation Concert             | Zhou Shen and Bai Jingting              | [ 141 ] |
| 2023 | Don't Go                                  | Douyin Wonderful Night Event          | Jike Junyi and Bai Jingting             | [ 142 ] |
| 2024 | Passing By                                | NZND Concert                          | Wei Daxun and Bai Jingting              | [ 143 ] |
| 2024 | Climbing Spring Mountain (Shang Chunshan) | Spring Festival Gala                  | Wei Chen, Wei Daxun and Bai Jingting    | [ 143 ] |
| 2025 | Willful                                   | Mayday's "Back To That Day" Concert   | Ashin and Bai Jingting                  | [ 144 ] |
| 2025 | Step By Step                              | Mayday's "Back To That Day" Concert   | Ashin and Bai Jingting                  | [ 145 ] |

### Apariciones en vídeos musicales
| Año  | Título                                     | Artista        | Canal       | Ref.    |
| ---- | ------------------------------------------ | -------------- | ----------- | ------- |
| 2025 | Deliberado The First Frost                 | May Day        | Música B'in | [ 146 ] |
| 2025 | Estoy tan interesado en ti The First Frost | Xiao Bing Chih | Música B'in | [ 147 ] |

## Premios y nominaciones
| Año  | Premio                                                                     | Categoría                                        | Trabajo nominado                   | Resultado | Ref.    |
| ---- | -------------------------------------------------------------------------- | ------------------------------------------------ | ---------------------------------- | --------- | ------- |
| 2015 | Star Show Award Ceremony                                                   | Trendy Newcomer                                  |                                    | Ganador   | [ 148 ] |
| 2015 | China TV Drama Ceremony Jury Award                                         | Best New Actor                                   | The Whirlwind Girl                 | Nominado  |         |
| 2016 | 13th Guangzhou Student Film Festival                                       | Favorite Character: Gao Xiang                    | Yesterday Once More                | Ganador   | [ 149 ] |
| 2016 | 2nd OK! The Style Awards                                                   | Most Loved New Actor                             |                                    | Ganador   | [ 150 ] |
| 2016 | FHM 12th Anniversary Night                                                 | Most Promising Popular Idol                      |                                    | Ganador   | [ 151 ] |
| 2016 | Fashion COSMO Beauty Festival                                              | Youth Idol                                       |                                    | Ganador   |         |
| 2016 | Youku Young Choice Awards                                                  | Role Model                                       |                                    | Ganador   | [ 152 ] |
| 2017 | NetEase Attitude Awards                                                    | Young Actor Award                                | Yesterday Once More                | Ganador   | [ 153 ] |
| 2017 | Shanghai Film Critics Awards                                               | Best New Actor                                   | Yesterday Once More                | Nominado  |         |
| 2017 | The Actors of China Awards                                                 | Outstanding Actor                                | Rush to the Dead Summer            | Ganador   |         |
| 2017 | The Actors of China Awards                                                 | Best Performance By An Actor                     | Rush to the Dead Summer            | Ganador   |         |
| 2019 | 2nd Cultural & Entertainment Industry Congress                             | Fashion Trending Figure                          |                                    | Ganador   | [ 154 ] |
| 2020 | Douyin Star Motion Night:                                                  | Best Performing Actor of the Year                |                                    | Ganador   |         |
| 2020 | Weibo Awards                                                               | Anticipated Actor of the Year                    | Ordinary Glory                     | Ganador   |         |
| 2020 | 12th China TV Drama Awards                                                 | Leap Actor of the Year                           | Ordinary Glory                     | Ganador   |         |
| 2021 | The 32nd Huading Awards                                                    | Best Actor In a Contemporary TV Series           | Ordinary Glory                     | Nominado  |         |
| 2021 | 6th China TV Drama Quality Jury Awards                                     | Media's Most Noticed Television Star             | Ordinary Glory                     | Ganador   |         |
| 2021 | 6th China TV Drama Quality Jury Awards                                     | Weibo Most Noticed Actor                         | Ordinary Glory                     | Ganador   |         |
| 2021 | Weibo Awards                                                               | Actor of the Year                                | You Are My Hero                    | Ganador   | [ 155 ] |
| 2021 | 2nd Screen Integration Communication Ceremony                              | Vibrant Actors on Screen                         |                                    | Ganador   |         |
| 2021 | Bazaar Annual Awards                                                       | Charming ICON                                    |                                    | Ganador   |         |
| 2021 | The 16th Seoul International Drama Festival                                | Best Actor                                       | You Are My Hero                    | Nominado  | [ 156 ] |
| 2021 | GQ Person of the Year Ceremony                                             | The Most Powerful Person                         |                                    | Ganador   |         |
| 2022 | Zhihu Awards                                                               | Actor Of the Year                                | Reset                              | Ganador   |         |
| 2023 | GQ Person Of the Year Ceremony                                             | The Most Powerful Person                         | Reset                              | Ganador   |         |
| 2023 | The 35th Huading Awards                                                    | Most Popular Actor In a Television Series        | Reset                              | Nominado  | [ 157 ] |
| 2023 | 3rd New Era International Television Festival Conch Award                  | Most Popular Actor In the New Era                | Reset                              | Nominado  |         |
| 2023 | iQIYI TV & Movie Jury Awards                                               | Annual Influential Actor                         | New Life Begins                    | Ganador   |         |
| 2024 | Weibo Awards                                                               | Quality Actor of the Year                        | Destined                           | Ganador   | [ 158 ] |
| 2024 | iQIYI TV & Movie Jury Awards                                               | Best Popular Actor                               | Destined                           | Ganador   |         |
| 2024 | 15th Golden Lotus Awards (Macau International Movie & Television Festival) | Best Actor                                       | Always On The Move                 | Nominado  |         |
| 2024 | China TV Drama Quality Jury Awards                                         | Breakthrough Performance By The Star of The Year | Always On The Move                 | Ganador   | [ 159 ] |
| 2025 | Weibo Awards                                                               | Quality Actor of the Year                        | Always On The Move                 | Ganador   |         |
| 2025 | 3rd CMG China TV Drama Annual Ceremony                                     | Breakthrough Actor of The Year: Male             | Always On The Move                 | Ganador   | [ 160 ] |
| 2025 | Tencent Video TV And Movie Award                                           | Popular Variety Show Group of the Year           | Natural High Season 2: Lets Go Now | Ganador   | [ 50 ]  |